# Olivier Auquier
Pour les articles homonymes, voir Auquier.
Olivier Auquier, né le 19 janvier 1973 à Ath (province de Hainaut), est un auteur de bande dessinée, illustrateur et animateur belge.

## Biographie
Olivier Auquier naît le 19 janvier 1973 à Ath,.
Il se forme artistiquement aux Instituts Saint-Luc de Mons et à l'École supérieure des arts Saint-Luc de Liège. Il pratique différents métiers de l’illustration et il s’intéresse à un support particulier, le vitrail. Il travaille en tant qu’ouvrier verrier et il s’investit également dans la peinture sur verre.
Dès 2007, il intègre comme responsable animation 2D le studio d'animation Dreamwall, à Marcinelle, société fondée du long partenariat entre la chaîne de télévision publique et les éditions Dupuis,,.

### Animation
Il travaille à titre divers sur des séries télévisées et longs métrages d'animation tels : Liberty's Kids (2002), Couleur de peau : miel de Laurent Boileau et Jung Henin (2012), Loulou, l'incroyable secret de Éric Omond (2013), La Tortue rouge de Michael Dudok de Wit (2016), Miru Miru (2017) et Abraca (2020).

### Autres activités

#### Dessinateur de bande dessinée
Comme dessinateur de bande dessinée, il réalise le premier album de la série humoristique Révolution et Chocolat sur un scénario de la scénariste nicaraguayenne Mercedes Suraya publié dans la collection « Migration » du label Caravelle des éditions Glénat.

#### Affichiste
Il réalise l'affiche de la ducasse d'Ath en 2011.

#### En littérature jeunesse
Il illustre Jean et le lampiste écrit par Alain van den Abeele, réalisé en partenariat avec Train World et publié aux éditions La Renaissance du livre en 2022. Ce livre invite les enfants à découvrir le monde du chemin de fer, ses trains et ses métiers d'une manière différente et est traduit en néerlandais, allemand et anglais.

### Vie privée
Il demeure à Mons en 2011.

## Filmographie
- « Liberty's Kids » (présentation de l'œuvre), sur l'Internet Movie Database, backgroud color design, série télévisée, 2 épisodes en 2002 ;
- « Couleur de peau : Miel » (présentation de l'œuvre), sur l'Internet Movie Database, effets visuels, long métrage de Laurent Boileau et Jung Henin en 2012 ;
- « Loulou, l'incroyable secret » (présentation de l'œuvre), sur l'Internet Movie Database, backgroud artist, long métrage de Éric Omond en 2013 ;
- « La Tortue rouge » (présentation de l'œuvre), sur l'Internet Movie Database, équipe chargée de la distribution (Dream Wall), long métrage de Michael Dudok de Wit en 2016 ;
- « Miru Miru » (présentation de l'œuvre), sur l'Internet Movie Database, direction artistique, série télévisée, 1 épisode en 2017 ;
- « Abraca » (présentation de l'œuvre), sur l'Internet Movie Database, art department coordinator, série télévisée, 2 épisodes en 2020.

### Publications

#### Bande dessinée

##### Révolution et Chocolat
- 1. Tome 1, Caravelle, coll. « Migration », Bruxelles, 16 août 2007
Scénario : Mercedes Suyapa - Dessin : Olivier Auquier - Couleurs : quadrichromie -  (ISBN 9782874440236)

#### Ouvrages didactiques
- (nl) Cindy Burtin (auteur), Catherine Derestiat-Wautelet (auteur), Ingrid Frison (auteur) et Olivier Auquier (ill.), Jelly. 3 : Workbook, Wommelgem, Van In, 2019, 211 p. (ISBN 978-90-306-9029-0)
- (en) Cindy Burtin (auteur), Catherine Derestiat-Wautelet (auteur), Ingrid Frison (auteur) et Olivier Auquier (ill.), Jelly. 3 : Student's book, Wommelgem, Van In, 2019, 126 p. (ISBN 978-90-306-9030-6)
- (en + fr) Cindy Burtin (auteur), Catherine Derestiat-Wautelet (auteur), Dominique Spirlet (auteur) et Olivier Auquier (ill.), Jelly. 4 : Student's book, Wommelgem, Van In, 2019, 127 p. (ISBN 978-90-306-9037-5)

#### Littérature jeunesse
- Alain van den Abeele (auteur) et Olivier Auquier (ill.), Jean et le lampiste[12], Waterloo, La Renaissance du livre, 21 avril 2022, 48 p. (ISBN 9782507057268)

#### Livres
: document utilisé comme source pour la rédaction de cet article.
- Philippe Mellot, Michel Denni, Laurent Turpin et Isabelle Morzadec, Trésors de la bande dessinée : BDM 2023-2024 - Catalogue encyclopédique et Argus, Paris, Les Arènes, novembre 2022, 23e éd., 1677 p., ill. ; 23 cm (ISBN 9791037507280, OCLC 1351462460, présentation en ligne), p. 1077. .

#### Articles
- Nathalie Klimberg, « Studio DreamWall, expert de l’animation et du modeling ( Web TV Olivier Auquier ) », Mediakwest,‎ 21 juin 2018 (lire en ligne, consulté le 11 février 2024).

#### Interviews
- Alice Gorissen et Olivier Auquier (interviewés), « Inside the company - Dreamwall », Mediarte,‎ 29 janvier 2021 (lire en ligne, consulté le 11 février 2024).

### Podcast
- [vidéo] « Construire sa carrière dans l'animation - Podcast - Anima 2022 », sur YouTube, conférence du Festival international du film d'animation de Bruxelles, intervenants : Aude Fauconnier, Olivier Auquier, 1 h 26 min 18 s, 25 avril 2022.